# Dziwne przypadki w Blake Holsey High
Dziwne przypadki w Blake Holsey High (ang. Strange Days at Blake Holsey High, dosł. Dziwne dni w Blake Holsey High, 2002–2006) – kanadyjski serial telewizyjny dla młodzieży, stanowiący połączenie science fiction i przygody, często nazywany młodzieżowym Z Archiwum X. Premierowe odcinki serialu emitowane były od 5 października 2002 do 28 stycznia 2006 roku na kanale NBC. Serial składa się z trzech serii po trzynaście dwudziestopięciominutowych odcinków. Czwarta seria, wyemitowana 28 stycznia 2006 roku, to trzy połączone ze sobą odcinki stanowiące zakończenie serialu. Wyemitowane zostały one jako film zatytułowany Blake Holsey Conclusions.

## Serial
Serial znany jest także pod innymi tytułami, jak skrótowe Blake Holsey, Blake Holsey High. W wersji brytyjskiej, która emitowana była w Polsce, na planszy tytułowej pojawia się tytuł Black Hole High. Gdy w pierwszym odcinku bohaterowie odkrywają, że w szkole znajduje się czarna dziura (ang. black hole), tablica z nazwą szkoły zostaje pomalowana – przekreślono nazwę „Blake Holsey High”, wpisując „Black Hole High”, co można przetłumaczyć jako „szkoła z czarną dziurą”.
Serial cieszył się powodzeniem zarówno w Stanach Zjednoczonych, jak i na świecie. Zlicencjonowany został przez wiele telewizji. W Polsce serial emitowany był od 2004 roku przez telewizję Jetix z polskim dubbingiem.

## Fabuła
Bohaterami serialu jest piątka przyjaciół z tytułowej szkoły Blake Holsey High, członkowie klubu naukowego: Josie Trent, Vaughn Pearson, Corrine Baxter, Lucas Randall i Marshall Wheeler. Opiekunem kółka jest nauczyciel fizyki, profesor Zachary.
W szkole mają miejsce dziwne rzeczy, np. jeden z uczniów widział w szkolnym basenie mamuta, nikt nie dopuszcza jednak do siebie owych dziwnych zjawisk. Którejś nocy znika nauczyciel fizyki – profesor Middleton, czego świadkiem jest Lucas. Zniknięcie profesora zostaje jednak zatajone przez dyrekcję szkoły i radę nadzorczą, której przewodniczy Victor Pearson. Wkrótce po tych zdarzeniach do szkoły przybywa Josie Trent, która dołącza do kółka naukowego. Jego członkowie odkrywają, że na terenie szkoły znajduje się czarna dziura, która może mieć związek z dziwnymi rzeczami, które dzieją się w jej obrębie oraz tunel umożliwiający podróże w czasie. Z czasem odkrywają także, że ze wszystkim może mieć związek mająca w 1987 roku eksplozja laboratoriów Pearadyne, których dyrektorem był Victor Pearson. W dalszych sezonach przyjaciele podróżują w czasie, by odkryć przyczynę dziwnych zjawisk. W drugiej serii Josie znajduje kulę Quigong, która łamie wszelkie prawa fizyki i grawitacji. W serii Conclusions wszystkie wątpliwości zostają ujawnione – prawdziwym wrogiem przyjaciół jest Jack Avenir, pochodzący z przyszłości, chcący zawładnąć mocą wszechświata. Również Sara Pearson (matka Vaughna) okazuje się pochodzić z przyszłości i być obserwatorem. W ostatnim odcinku Sara wraca do teraźniejszości, a Avenir zostaje pokonany.
Oprócz przygody i science fiction serial łączy ze sobą także elementy komedii, dramatu, romansu i tajemnicy.

## Postacie
- Josie Trent (Emma Taylor-Isherwood) – główna bohaterka serii, jest narratorką czołówki serialu. Córka Kelly Trent i Jacka Avenira. Została przeniesiona do Blake Holsey High w pierwszym odcinku, jako jedna z pierwszych odkrywa czarną dziurę na jej terenie. Jest ciekawska i uparta, to głównie jej najbardziej zależy na tym, aby odkryć co dzieje się w szkole. Według Corrine jest zakochana w Vaughnie, jednak ich relacje są dość chwiejne z powodu braku zaufania. Spotykają się jednak ze sobą, a Josie naprawdę się w nim podkochuje. Na początku nie chciała się zaprzyjaźniać z resztą z kółka naukowego ale później zmieniła zdanie. Nie potrafi śpiewać.
- Corrine Baxter (Shadia Simmons) – najlepsza przyjaciółka Josie i jej współlokatorka. Przez członków klubu naukowego nazywana jest „mózgiem”. Jej IQ wynosi 172. Przez widzów jest nierzadko porównywana do Hermiony Granger z Harry’ego Pottera. Należy do najmądrzejszych uczennic w szkole, jednak często miewa problemy z własną osobowością – główną jej cechą jest przesadna schludność. Dobrze jednak rozumie się z lubiącą bałagan i buntowniczą Josie. Jest zakochana w Marshallu. Lubi i potrafi śpiewać. Jej rodzice są lekarzami.
- Lucas Randall (Michael Seater) – zwolennik teorii spiskowych, wierzy w zjawiska paranormalne. W szkole uważany jest za dziwacznego. Jego niepoprawne teorie często okazują się pomocne. To on odkrył czarną dziurę i tunel w szkole. Od odcinka kiedy Vaughn wchłonął mózg Josie, Lucas przestał go lubić mówiąc, że pracuje dla swojego ojca Victora. Podkochuje się w Josie.
- Marshall Wheeler (Noah Reid) – najlepszy przyjaciel Lucasa i jego współlokator. Jest bardziej „cywilizowany” i rozrywkowy od Lucasa, pomaga mu utrzymać się na ziemi. Jest członkiem kapeli Magnet 360, w skład której wchodzą także inni uczniowie Blake Holsey High. Ma starszego brata, Granta. Zazdrościł mu popularności i go nie lubił.
- Vaughn Pearson (Robert Clark) – piąty członek klubu naukowego. Jego ojciec, Victor Pearson, jest właścicielem i założycielem laboratoriów Pearadyne. Przez jakiś czas mieszka z ojcem, ich dom znajduje się praktycznie kilka kroków od szkoły. Gdy znajduje się w internacie Blake Holsey High, nie ma współlokatora. Relacje łączące go z Josie są bardzo trudne i skomplikowane ze względu na wydarzenia, które nie pozwalają im poznać się wzajemnie i obdarzyć zaufaniem. Często ma dylemat czy być lojalnym wobec ojca czy wobec przyjaciół. Jest sportowcem i jest bardzo popularny. Nie jest zbyt zdolnym uczniem i często nie rozumie o czym rozmawiają jego przyjaciele i profesor. Ma dysleksję, przez którą ma problemy z czytaniem.
- Noel Zachary (Jeffrey Douglas) – nauczyciel fizyki. Jest przyjacielem całej piątki. Jego wiedza pomaga Josie i reszcie w odkrywaniu rzeczy, które dzieją się w Blake Holsey High. Sam kiedyś pracował w Pearadyne. Gdy był mały, bał się klaunów i lubił grać na gitarze, wtedy nie lubił nauki. Zainteresował się nią dopiero w wieku 12 lat. Dzieciństwo spędził z matką.
- Amanda Durst (Valerie Boyle) – dyrektor szkoły. Ukrywa dziwne rzeczy dziejące się w szkole. W młodości grała w Romeo i Julii, Julię. Uwielbia tę sztukę, szczególnie całowanie. Gdy była młoda, był zakochana w Melvinie Lipshutzu. Boi się Victora Pearsona.
- Victor Pearson (Lawrence Bayne) – ojciec Vaughna, znalazł kulę Quigong i jest jej prawowitym właścicielem. Próbuje odzyskać kulę od Josie Trent, by odbudować zakłady Pearadyne, w końcu klon Josie oddaje mu ją. Lubi i potrafi gotować. Ciekawią go wydarzenia, które dzieją się w szkole. Chciałby, by Vaughn był tak mądry jak on.
- Woźny (Tony Munch) – woźny w szkole Blake Holsey High, jest obserwatorem obserwatorów. Nieznane jest jego imię ani nazwisko. Wiele razy daje rady Josie jak poradzić sobie z problemem. Podróżuje w czasie do różnych lat. Pochodzi z odległej przyszłości. Często nie okazuje uczuć. Za ingerencję w wydarzenia Blake Holsey i pomoc kółku naukowemu nie może wrócić do swojego czasu.
- Klon Josie (Emma Taylor-Isherwood) – obserwator; został stworzony z gumy, którą żuła Josie; wraca w 3 serii. Była przeciwieństwem Josie jeśli chodzi o charakter. W ostatnich odcinkach zostaje uwięziona w świecie, który stworzyła prawdziwa Josie po cofnięciu w czasie i zabraniu kuli z laboratoriów.
- Sara Pearson (Jenny Levine) – żona Victora Pearsona, która rzekomo zginęła w wypadku w zakładach Pearadyne. Nie była zadowolona z faktu, że Kelly Trent pracuje w Pearadyne. Pochodzi z przyszłości i jest obserwatorem. W ostatnim odcinku powraca do rodziny. Miała za zadanie dopilnować, by Victor znalazł kulę i otworzył laboratoria.
- Jack Avenir (John Ralston) – ojciec Josie. Pojawia się dopiero w ostatnich odcinkach, przedstawiony zostaje jako największy manipulator i główny czarny charakter. Pochodzi z przyszłości. Pragnął zawładnąć mocą kuli Quigong.
- Tyler Jessop (Christopher Tai) – arogancki uczeń Blake Holsey High. Ważniak, często korzysta z pewnych wpływów, by dokuczać innym uczniom, a zwłaszcza Marshallowi. W 3 serii dowiaduje się o czarnej dziurze w szkole i zdobywa za sprawą jej mocy umiejętności kameleona. Udało mu się dostać do tunelu i przedostać się do przyszłości. Wyjechał potem z Blake Holsey, ponieważ otrzymał stypendium z Instytutu Avenir, by pomagać Avenirowi w jego planach.
- Stewart Kubiak (Dru Viergever) – szkolny sportowiec o bardzo wysokim wzroście. Czasami lubi dokuczać Lucasowi i wyśmiewać kółko naukowe. Rówieśnicy mówią na niego „Stew”. Nie jest zbyt mądry, ale czasami potrafi zaskakiwać na lekcjach fizyki niespodziewaną wiedzą na różne tematy.
- Madison (Talia Schlanger) – szkolna cheerleaderka. Zadufana w sobie i egoistyczna. Jest zauroczona Vaughnem, nie lubi Josie. Była przewodniczącą samorządu szkolnego.
- Kelly Trent (Lori Hallier) – mama Josie. Pracuje dla różnych firm, przez co bywa w wielu miejscach i za mało czasu poświęca swojej córce, co powoduje między nimi dwiema napięcie, ale mimo to zależy im obu na sobie nawzajem. Pracowała w Pearadyne, ale było widać, jakby działała z Victorem albo przeciw niemu. Na końcu okazało się, że to Jack Avenir manipulował żoną, by zwróciła się przeciw Victorowi, jednak (po narodzinach Josie) ona sama zwróciła się przeciw Avenirowi.

## Przedmioty i miejsca
- Kula Quigong / kula Chii / kula bezgrawitacyjna – zwykła kula służąca do koncentracji i likwidowania stresu, staje się jednak źródłem nieograniczonej mocy. Josie używała jej na zajęciach klubu naukowego, jednak zabrana została jej przez profesora Zachary’ego. Przez energię z czarnej dziury stała się kulą bezgrawitacyjną. Gdy Josie cofnęła się w czasie, Victor zabrał jej kulę. W ostatnich odcinkach wyjaśnione zostało, że kula przeznaczona była Victorowi i Sarze, bo ich eksperymenty zapoczątkowały podróże w czasie. Gdy Avenir próbował posiąść jej moc, Josie i Vaughn powstrzymali go, jednak kula straciła swoją moc.
- Czarna dziura – bezdenna pustka, z którą połączony był tunel. Istniała w szkole już od 1897 roku i tylko kilkunastu osobom udało się ją odkryć.
- Tunel – tunel czasoprzestrzenny połączony z czarną dziurą, umożliwiający podróże w czasie. Tak naprawdę każda podróż tworzyła równoległy wymiar, a tunel łączył wszystkie wymiary i umożliwiał podróże pomiędzy nimi. Tunel został stworzony przez wybuch laboratoriów Pearadyne i jego wejście mieści się w gabinecie profesora Zachary’ego. Pierwszą osobą, która go użyła, był profesor Middleton.
- Pearadyne 1 – zespół laboratoriów założonych przez Victora i Sarę Pearsonów, używane do tworzenia wynalazków i eksperymentów z fizyką kwantową. Pracowało w nich wiele osób związanych ze szkołą – m.in. profesor Zachary i woźny. Zostały zniszczone w 1987 roku przez wybuch, który był przykrywką dla powrotu Sary do przyszłości.
- Pearadyne 2 – kontynuacja Pearadyne 1. Laboratoria Pearadyne 2 miały opierać się na podróżach w czasie i eksperymentach na kuli Quigong. Po powrocie zostały rozbudowane, jednak nie eksperymentowano już z kulą, gdyż została zniszczona.

## Kalendarium
- 4 października 1879 – otwarcie „Chichester Preparatory Academy” (nazwę zmieniono później na cześć Blake’a Holsey’ego) i przyjęcie pierwszych uczniów.
- 11 kwietnia 1977 – Victor zabiera kulę Josie, po czym poznaje Sarę; pierwszy dzień nauczania dyrektor Durst.
- 17 czerwca 1987 – narodziny Vaughna.
- 4 października 1987 – wybuch w laboratoriach Pearadyne, zniknięcie Sary.
- 28 lipca 1988 – narodziny Josie.
- 1 kwietnia 2001 – rozpoczęcie właściwej akcji serialu: zniknięcie profesora Middletona.
- 2 kwietnia 2001 – Josie przybywa do „Blake Holsey High”.
- 4 października 2004 – akcja odcinka numer 34: Hologram.
- 2005 – zniknięcie Josie.
- 2006 – akcja w odcinkach numer 40-42: Podsumowanie; powrót Josie; zamknięcie „Blake Holsey High”; otwarcie Pearadyne 2.

## Ekipa
- Reżyseria: Marni Banack, Anthony Browne, Graeme Campbell, Stacey Stewart Curtis, Sheri Elwood, Jeff King, Don McCutcheon, Ron Murphy, Stefan Scaini, Jeff Schechter, T.J. Scott, David Warry-Smith, Pat Williams, Bruce Kalish
- Scenariusz: Jeff Biederman, Richard Clark, David Garber, Bruce Kalish, Jeff King, Kevin Lund, John May, Lorianne T. Overton, Jim Rapsas, Jeff Schechter, T.J. Scott
- Zdjęcia: Mitchell Ness
- Scenografia: Thomas Carnegie
- Produkcja: Jeff King, Kevin May

## Obsada
- Emma Taylor-Isherwood –
  - Josie Trent,
  - Klon Josie
- Shadia Simmons – Corrine Baxter
- Robert Clark – Vaughn Pearson
- Noah Reid – Marshall Wheeler
- Michael Seater – Lucas Randall
- Jeffrey Douglas – profesor Zachary
- Valerie Boyle – dyrektor Amanda Durst
- Lawrence Bayne – Victor Pearson
- Tony Munch – woźny
- Jenny Levine – Sara Pearson
- Barbara Mamabolo – Tara
- Kate Todd – Cassie
- Talia Schlanger – Madison
- Christopher Tai – Tyler Jessop
- Dru Viergever – Stewart Kubiak
- Aaron Poole – Grant Wheeler
- Lori Hallier – Kelly Trent
- Brian Bannan – Julian
- Max Aguirre – uczeń
- Jennifer Miller – Kristie Edwards
- Lindy Booth – młoda Amanda Durst
- Michele Popovich – młoda Sara Pearson
- David Reale – młody Victor Pearson
- Kyle Schmid – Blake Holsey
- Ellen Dubin – trenerka Carson
- Brooke Nevin – Diana Music
- Andrew Tarbet – dorosły Lucas
- Donald Ewer – stary Lucas
- John Ralston – Jack Avenir
- Rothaford Gray – trener Kennedy

## Wersja polska
Opracowanie: na zlecenie Jetix – IZ-Text

Udźwiękowienie: 
- Supra Film (odc. 1-26),
- Grzegorz Grocholski (odc. 40-42)

Dźwięk: Iwo Dowsilas (odc. 27-42)

Montaż:
- Grzegorz Grocholski (odc. 27-39),
- Iwo Dowsilas (odc. 40-42)

Tekst polski:
- Agnieszka Klucznik (odc. 1-26),
- Anna Hajduk (odc. 27-42)

W polskiej wersji wystąpili:
- Anita Sajnóg –
  - Josie Trent,
  - Klon Josie,
  - uczennice (odc. 2, 5-10, 12-14, 16-17, 19-21, 24, 31, 33),
  - Corrine Baxter (jedna scena – błąd dubbingu, odc. 5, 28),
  - jedna z kandydatek na wokalistkę zespołu Magnet 360 (odc. 23),
  - Josie Trent (lustrzany wymiar) (odc. 23),
  - uczennice z lustrzanego wymiaru (odc. 23),
  - Tyler w postaci Josie (odc. 31),
  - Kristie Edwards (fragment – błąd dubbingu, odc. 36)
- Izabella Malik –
  - Corrine Baxter,
  - Josie Trent (jedna scena – błąd dubbingu, odc. 2),
  - Tara (odc. 15),
  - uczennice (odc. 19, 25),
  - trenerka Carson (odc. 22),
  - jedna z kandydatek na wokalistkę zespołu Magnet 360 (odc. 23),
  - chłopiec w kinie (odc. 29),
  - Tyler w postaci Corrine (odc. 31)
- Artur Święs –
  - Marshall Wheeler,
  - Will (odc. 19, 23, 27),
  - Marshall Wheeler (lustrzany wymiar) (odc. 23),
  - Jarrod (odc. 27),
  - jeden z pracowników (odc. 38),
  - Lucas Randall (jedna scena – błąd dubbingu, odc. 38)
- Marek Rachoń –
  - Lucas Randall,
  - Vaughn w ciele Lucasa (odc. 18),
  - Lucas Randall (lustrzany wymiar) (odc. 23)
- Krystyna Wiśniewska –
  - dyrektor Amanda Durst,
  - uczennice (odc. 6, 9-10, 12-13),
  - Josie Trent (jedna scena – błąd dubbingu, odc. 16),
  - dyrektor Amanda Durst (lustrzany wymiar) (odc. 23),
  - pani dyrektor Durst (1879) (odc. 38)
- Mirosław Neinert –
  - Victor Pearson,
  - trener Kennedy (odc. 17-18, 22, 24),
  - Victor Pearson (lustrzany wymiar) (odc. 23),
  - sędzia walk wrestlingowych (odc. 24)
- Ireneusz Załóg –
  - Profesor Zachary,
  - uczniowie (odc. 1-17, 19-25, 29),
  - głos z radia policyjnego (odc. 8),
  - Marshall Wheeler (jedna scena – błąd dubbingu, odc. 16),
  - uczniowie z lustrzanego wymiaru (odc. 23),
  - Profesor Zachary (lustrzany wymiar) (odc. 23),
  - przeciwnik Vaughna (odc. 24),
  - Lefler (odc. 24),
  - Lucas Randall (jedna scena – błąd dubbingu, odc. 24),
  - Vaughn Pearson (fragment – błąd dubbingu, odc. 24),
  - pracownicy z Pearadyne (odc. 25),
  - system alarmowy laboratoriów Pearadyne (odc. 27),
  - Tyler w postaci profesora Zachary’ego (odc. 31),
  - jeden z pracowników laboratoriów Pearadyne (odc. 37),
  - architekt szkoły (tata Blake’a) (odc. 38)
- Tomasz Śliwiński –
  - Vaughn Pearson,
  - pracownik z Pearadyne (odc. 14),
  - Lucas w ciele Vaughna (odc. 18),
  - Vaughn Pearson (lustrzany wymiar) (odc. 23),
  - Tyler w postaci Vaughna (odc. 31)
- Magdalena Korczyńska –
  - Madison,
  - Sara Pearson,
  - pracowniczka laboratoriów Pearadyne (odc. 1),
  - głos odliczający do wybuchu (odc. 1),
  - uczennice (odc. 4, 12-14, 17, 20, 22, 25),
  - Wendy (odc. 13),
  - Katya (odc. 17, 20),
  - mama Corrine (odc. 22, 30),
  - Diana Music (odc. 29),
  - kobieta z kurą, która przechodziła obok Josie (odc. 38),
  - komputer (odc. 40),
  - Kelly Trent, mama Josie (odc. 42),
  - głos w laboratoriach Pearadyne (odc. 42)
- Wojciech Szymański –
  - Woźny (odc. 1-13, 40-42),
  - pracownik laboratoriów Pearadyne (odc. 1),
  - uczeń, który chciał przyłożyć Lucasowi (odc. 2),
  - Kevin (odc. 5),
  - nauczyciel, który przechodził między Lucasem i dyrektor Durst (odc. 5),
  - uczeń Blake Holsey High z 1977 roku (odc. 6),
  - młody Victor (odc. 6),
  - spiker audycji radiowych z przyszłości (odc. 8),
  - uczeń, który jadł kanapkę (odc. 12),
  - uczeń, którego napadł robot Josie (odc. 12),
  - uczeń, który grał w piłkarzyki (odc. 13),
  - uczeń, przy którym Victor kichnął (odc. 13)
- Tomasz Zaród –
  - Woźny (odc. 14-39),
  - tata Lucasa (odc. 18),
  - tata Corrine (odc. 22),
  - szkolny kucharz (odc. 24)
- Wiesław Sławik –
  - profesor Middleton (odc. 1),
  - stary Lucas (odc. 5),
  - inspektor Gonford Pimikin (odc. 12)
- Wisława Świątek –
  - Kelly Trent, mama Josie,
  - Cassie (odc. 3),
  - komputer Pearadyne 2 (odc. 18, 20),
  - system alarmowy laboratoriów Pearadyne (odc. 25)
- Dariusz Stach –
  - Stewart „Stew” Kubiak,
  - Julian (odc. 5),
  - Jarrod (odc. 19, 23)
- Grzegorz Przybył – John Bolch (odc. 13)
- Ziemowit Pędziwiatr –
  - Tyler Jessop,
  - uczeń (odc. 15),
  - Grant Wheeler (odc. 19, 21, 25)
- Dorota Chaniecka –
  - Kristie Edwards (odc. 29, 36),
  - panna Dubin (odc. 32)
- Rafał Żygiel –
  - pracownik kina (odc. 29),
  - Jarrod (odc. 37),
  - Jack Avenir (odc. 38, 40-42),
  - naczelnik (odc. 38)
- Maciej Szklarz –
  - profesor Middleton (odc. 30),
  - tata Lucasa (odc. 35),
  - uczeń (odc. 37),
  - Will (odc. 37),
  - głos w laboratoriach Pearadyne (odc. 38),
  - pan Eastman (odc. 38)
- Andrzej Warcaba – Blake Holsey (odc. 38)

i inni
Lektor: Ireneusz Załóg (odc. 27-42)

## Odcinki
- Premiery w Polsce:
  - I seria (odcinki 1-13) – 17 kwietnia 2004,
  - II seria (odcinki 14-26) – 4 kwietnia 2005,
  - III seria (odcinki 27-39) – 1 maja 2006,
  - IV seria (odcinki 40-42) – 8 października 2006.

## Spis odcinków
| N/o            | Nieoficjalny polski tytuł | Angielski tytuł |
| -------------- | ------------------------- | --------------- |
|                |                           |                 |
| SERIA PIERWSZA |                           |                 |
|                |                           |                 |
| 01             | Czarna dziura             | Wormhole        |
|                |                           |                 |
| 02             | Niewidzialność            | Invisible       |
|                |                           |                 |
| 03             | Magnes                    | Magnet          |
|                |                           |                 |
| 04             | Czwartek                  | Thursday        |
|                |                           |                 |
| 05             | Życie                     | Lifetime        |
|                |                           |                 |
| 06             | Fatum                     | Fate            |
|                |                           |                 |
| 07             | Kultura                   | Culture         |
|                |                           |                 |
| 08             | Radio                     | Radio           |
|                |                           |                 |
| 09             | Burza                     | Storm           |
|                |                           |                 |
| 10             | Kto                       | Who             |
|                |                           |                 |
| 11             | Zagubiony                 | Lost            |
|                |                           |                 |
| 12             | Robot                     | Robot           |
|                |                           |                 |
| 13             | Skurczenie                | Shrink          |
|                |                           |                 |
| SERIA DRUGA    |                           |                 |
|                |                           |                 |
| 14             | Czarna dziura II          | Wormhole II     |
|                |                           |                 |
| 15             | Feromony                  | Pheromones      |
|                |                           |                 |
| 16             | Przeziębienie             | Cold            |
|                |                           |                 |
| 17             | Genom                     | Genome          |
|                |                           |                 |
| 18             | Fale mózgowe              | Brainwaves      |
|                |                           |                 |
| 19             | Chemia                    | Chemistry       |
|                |                           |                 |
| 20             | Ekosystem                 | Ecosystem       |
|                |                           |                 |
| 21             | Technologia               | Technology      |
|                |                           |                 |
| 22             | Równanie                  | Equation        |
|                |                           |                 |
| 23             | Półkule                   | Hemispheres     |
|                |                           |                 |
| 24             | Odżywianie                | Nutrition       |
|                |                           |                 |
| 25             | Echolokacja               | Echolocation    |
|                |                           |                 |
| 26             | Stoper                    | Stopwatch       |
|                |                           |                 |
| SERIA TRZECIA  |                           |                 |
|                |                           |                 |
| 27             | Przeniesienie             | Transference    |
|                |                           |                 |
| 28             | Nocny                     | Nocturnal       |
|                |                           |                 |
| 29             | Powab                     | Allure          |
|                |                           |                 |
| 30             | Hipersześcian             | Tesseract       |
|                |                           |                 |
| 31             | Kamuflaż                  | Camouflage      |
|                |                           |                 |
| 32             | Nanotechnologia           | Nanotechnology  |
|                |                           |                 |
| 33             | Wizja                     | Vision          |
|                |                           |                 |
| 34             | Hologram                  | Hologram        |
|                |                           |                 |
| 35             | Prawdopodobieństwo        | Probability     |
|                |                           |                 |
| 36             | Chiralność                | Chirality       |
|                |                           |                 |
| 37             | Spór                      | Friction        |
|                |                           |                 |
| 38             | Przeszłość                | Past            |
|                |                           |                 |
| 39             | Dochodzenie               | Inquiry         |
|                |                           |                 |
| SERIA CZWARTA  |                           |                 |
|                |                           |                 |
| 40             | Podsumowanie              | Conclusions     |
| 41             | Podsumowanie              | Conclusions     |
| 42             | Podsumowanie              | Conclusions     |
|                |                           |                 |